# أرتور فيكتور كيمارايس
أرتور فيكتور كيمارايس (بالبرتغالية: Artur Victor Guimarães‏) (15 فبراير 1998 في البرازيل - ) هو لاعب كرة قدم برازيلي في مركز الهجوم. لعب مع نادي بالميراس.

## وصلات خارجية
- أرتور فيكتور كيمارايس على موقع قاعدة بيانات كرة القدم.إي يو (الإنجليزية)
- أرتور فيكتور كيمارايس على موقع Soccerway.com (الإنجليزية)
- أرتور فيكتور كيمارايس على موقع عالم كرة القدم.نت (الإنجليزية)